# Ryan Brathwaite
Ryan Brathwaite (ur. 6 czerwca 1988) – barbadoski lekkoatleta, płotkarz.
Srebrny medalista mistrzostw świata juniorów młodszych (bieg na 110 m przez płotki Marrakesz 2005). Młodzieżowy wicemistrz NACAC z Tolucy (2008). Niespodziewany mistrz świata z Berlina (2009). Zwycięzca Światowego Finału IAAF (Saloniki 2009).
W 2008 Brathwaite reprezentował Barbados podczas igrzysk olimpijskich w Pekinie, gdzie odpadł w półfinale 110 metrów przez płotki (ostatecznie został sklasyfikowany na 12. pozycji). Cztery lata później dotarł do finału swojej ulubionej konkurencji, w którym zajął 5. miejsce.

## Rekordy życiowe
- bieg na 110 metrów przez płotki – 13,14 (2009 i 2013) rekord Barbadosu
- bieg na 55 metrów przez płotki – 7,18 (2009) były rekord Barbadosu
- bieg na 60 metrów przez płotki – 7,61 (2010) były rekord Barbadosu